# Naturschutzgebiet Haidknückel
Das Naturschutzgebiet Haidknückel mit einer Größe von 5,2 ha liegt nördlich von Gudenhagen im Stadtgebiet von  Brilon. Das Gebiet wurde 2001 mit dem Landschaftsplan Hoppecketal durch den Hochsauerlandkreis als Naturschutzgebiet (NSG) ausgewiesen.

## Gebietsbeschreibung
Beim NSG handelt es sich um ein Grünlandbachtal. Der Bachlauf ist mit Roterle bestanden. Ein kleinerer Laubholzwald befindet sich im NSG.
Das Landesamt für Natur, Umwelt und Verbraucherschutz Nordrhein-Westfalen konnte Pflanzenarten wie Acker-Minze, Acker-Witwenblume, Bachbunge, Bitteres Schaumkraut, Blutwurz, Echtes Labkraut, Echtes Mädesüß, Flutender Schwaden, Frauenfarn, Gemeines Hornkraut, Gewöhnliches Ferkelkraut, Gras-Sternmiere, Hain-Greiskraut, Hain-Sternmiere, Kleine Bibernelle, Kleiner Baldrian, Kleiner Dornfarn, Kleines Habichtskraut, Kuckucks-Lichtnelke, Magerwiesen-Margerite, Mittlerer Wegerich, Moschus-Malve, Quell-Sternmiere, Rundblättrige Glockenblume, Schmalblättriges Wollgras, Spitz-Wegerich, Sumpfdotterblume, Sumpf-Labkraut, Sumpf-Vergissmeinnicht, Teufelsabbiss, Wald-Ziest, Wiesen-Flockenblume, Wiesen-Platterbse und Zottiges Weidenröschen nachweisen.

## Schutzzweck
Im NSG soll das Bachtal schützen. Wie bei allen Naturschutzgebieten in Deutschland wurde in der Schutzausweisung darauf hingewiesen, dass das Gebiet „wegen der Seltenheit, besonderen Eigenart und Schönheit des Gebietes“ zum Naturschutzgebiet wurde.
Der Landschaftsplan führt zum speziellen Schutzzweck auf: „Erhaltung und Optimierung der Standortbedingungen von seltenen Arten verschiedener Grünlandgesellschaften, Schutz eines naturnahen, strukturreichen Bachlaufes, der mit Unterbrechungen über drei weitere NSG mit dem Haupttalzug der Hoppecke verbunden ist.“